# Virtuelles Schulmuseum Klagenfurt
Das Virtuelle Schulmuseum Klagenfurt wurde von der Österreichischen Gesellschaft für Historische Pädagogik und Schulgeschichte (ÖGHPS) initiiert. Es entstand laut eigenen Angaben aus Mangel an passenden Räumlichkeiten für ein reales Schulmuseum in Klagenfurt. Das Projekt wurde u. a. durch die finanzielle Unterstützung des Bundesministerium für Bildung, Wissenschaft und Kultur realisiert.
Das Virtuelle Schulmuseum Klagenfurt gliedert sich in folgende Bereiche: 
- Information
- Ausstellungsraum 1: Das Klassenzimmer von anno dazumal
- Ausstellungsraum 2: Lesen, Schreiben und Rechnen
- Ausstellungsraum 3: Religion
- Ausstellungsraum 4: Geschichte
- Ausstellungsraum 5: Erdkunde
- Ausstellungsraum 6: Naturgeschichte
- Ausstellungsraum 7: Geräte und Apparate im Unterricht
- Ausstellungsraum 8: Bilder aus der Schulzeit von anno dazumal

Das Virtuelle Schulmuseum Klagenfurt verbindet die klassische schulmuseale Arbeit mit den Möglichkeiten der neuen Informations- und Kommunikationstechnologien. Neben einem ansprechenden und übersichtlichen Design zeichnet sich diese Website durch multimediale Elemente wie Bild, Ton und Video aus. Die Besucher werden zudem von Lehrer Lämpel, aus Max und Moritz
von Wilhelm Busch, durch das Museum geführt.